# Scott Waddell
Scott Waddell ist ein Neurobiologe und Professor für Neurobiologie an der University of Oxford.

## Leben
Scott Waddell studierte Biochemie an der University of Dundee. Nach seinem Studium forschte er an University of London an der Biologie von Krebs und erhielt für seine Forschung einen Ph.D.
Als Postdoc ging an ans Massachusetts Institute of Technology und anschließend an die University of Massachusetts Medical School, wo er zehn Jahre Leiter einer Forschungsgruppe für Neurobiologie war. Im November 2011 berief die University of Oxford Scott Waddell zum Professor für Neurobiologie. Dort wurde er Mitgründer und Vizedirektor des Zentrums für Neural Circuits & Behaviour (Neuronale Kreisläufe und Verhalten) deren Forschungen vor allem an Drosophila erfolgt.
Er ist Mitglied der European Molecular Biology Organization, Fellow der britischen Academy of Medical Sciences und Mitglied der Royal Society.

## Veröffentlichungen
- Scott Waddell, John R. Jenkins, Defining the minimal requirements for papilloma viral E6-mediated inhibition of human p53 activity in fission yeast. in Oncogene 16, S. 1759–1765, 1998 (doi:10.1038/sj.onc.1201848)
- Scott Waddell, William G Quinn, Flies, Genes, and Learning in Annual Review of Neuroscience 24, S. 1283–1309, 2001
- Alex C. Keene, Scott Waddell, Drosophila Memory: Dopamine Signals Punishment? in Current Biology 15, S. 932–934, doi:10.1016/j.cub.2005.10.058
- Scott Waddell, Neural Plasticity: Dopamine Tunes the Mushroom Body Output Network in Current Biology 26, S. PR109–R112, 2016, doi:10.1016/j.cub.2015.12.023
- Pedro F. Jacob, Scott Waddell, Spaced Training Forms Complementary Long-Term Memories of Opposite Valence in Drosophila in Neuron 106, S. 977–991, doi:10.1016/j.neuron.2020.03.013
- Christoph D. Treiber, Scott Waddell, Transposon expression in the Drosophila brain is driven by neighboring genes and diversifies the neural transcriptome in Genome Research 30, 2020, S. 1559–1569, doi:10.1101/gr.259200.119